# Concurso Estímulo 1929

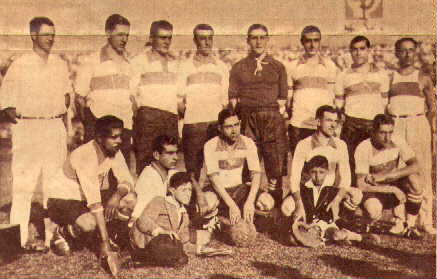
La formazione del Gimnasia y Esgrima La Plata.

Il Concurso Estímulo 1929, organizzato dall'Asociación Amateurs Argentina de Football e disputatosi dal 21 luglio 1929 al 9 febbraio 1930, fu la terza ed ultima edizione della Copa Estímulo. Si concluse con la vittoria del Gimnasia y Esgrima La Plata che batté in finale il Boca Juniors.
Nel 1929 non venne disputato nessun campionato ufficiale in Argentina e quindi questa edizione della Copa Estímulo viene considerata il campionato argentino per quella stagione.
Alla competizione parteciparono 35 squadre, divise in due gironi da 18 e 17 squadre rispettivamente. Il formato prevedeva la finale tra le prime dei gironi e la finale per il 3º e 4º posto tra le due seconde.

## Classifica gruppo "pari"
| Pos. | Squadra                     | Pt | G  | V  | N | P  | GF | GS | DR  |
| ---- | --------------------------- | -- | -- | -- | - | -- | -- | -- | --- |
| 1.   | Gimnasia y Esgrima La Plata | 28 | 17 | 14 | 0 | 3  | 33 | 11 | +22 |
| 2.   | River Plate                 | 27 | 17 | 12 | 3 | 2  | 28 | 11 | +17 |
| 3.   | Lanús                       | 24 | 17 | 8  | 8 | 1  | 31 | 17 | +14 |
| 3.   | Racing Club                 | 24 | 17 | 10 | 4 | 3  | 24 | 17 | +7  |
| 5.   | Almagro                     | 21 | 17 | 8  | 5 | 4  | 19 | 18 | +1  |
| 6.   | Talleres (RE)               | 19 | 17 | 7  | 5 | 5  | 16 | 13 | +3  |
| 7.   | San Fernando                | 17 | 17 | 6  | 5 | 6  | 31 | 20 | +11 |
| 7.   | Colegiales                  | 17 | 17 | 5  | 7 | 5  | 28 | 28 | 0   |
| 7.   | El Porvenir                 | 17 | 17 | 7  | 3 | 7  | 19 | 26 | -7  |
| 10.  | Estudiantes de La Plata     | 16 | 17 | 7  | 2 | 8  | 32 | 20 | +12 |
| 11.  | Tigre                       | 15 | 17 | 5  | 5 | 7  | 28 | 23 | +5  |
| 11.  | Argentino del Sud           | 15 | 17 | 6  | 3 | 8  | 14 | 24 | -10 |
| 13.  | Banfield                    | 14 | 17 | 5  | 4 | 8  | 18 | 23 | -5  |
| 14.  | Huracán                     | 13 | 17 | 6  | 1 | 10 | 26 | 11 | +15 |
| 15.  | Atlanta                     | 11 | 17 | 4  | 3 | 10 | 10 | 24 | -14 |
| 16.  | San Isidro                  | 9  | 17 | 3  | 3 | 11 | 14 | 36 | -22 |
| 17.  | Estudiantes Buenos Aires    | 8  | 17 | 2  | 4 | 11 | 8  | 41 | -33 |
| 18.  | Platense                    | 7  | 17 | 3  | 1 | 13 | 7  | 23 | -16 |

24 partite non furono disputate, perché una squadra si ritirò e vennero assegnati quindi i punti all'altra squadra.

## Classifica gruppo "dispari"
| Pos. | Squadra                | Pt | G  | V  | N | P | GF | GS | DR  |
| ---- | ---------------------- | -- | -- | -- | - | - | -- | -- | --- |
| 1.   | San Lorenzo            | 27 | 16 | 12 | 3 | 1 | 42 | 15 | +27 |
| 1.   | Boca Juniors           | 27 | 16 | 13 | 1 | 2 | 31 | 11 | +20 |
| 3.   | Independiente          | 20 | 16 | 7  | 6 | 3 | 38 | 18 | +20 |
| 3.   | Estudiantil Porteño    | 20 | 16 | 8  | 4 | 4 | 26 | 21 | +5  |
| 3.   | Chacarita Juniors      | 20 | 16 | 8  | 4 | 4 | 23 | 20 | +3  |
| 3.   | Vélez Sarsfield        | 20 | 16 | 9  | 2 | 5 | 23 | 21 | +2  |
| 7.   | Argentinos Juniors     | 15 | 16 | 5  | 5 | 6 | 16 | 22 | -6  |
| 7.   | Barracas Central       | 15 | 16 | 7  | 1 | 8 | 16 | 30 | -14 |
| 9.   | Sportivo Palermo       | 14 | 16 | 6  | 2 | 8 | 14 | 21 | -7  |
| 9.   | Quilmes                | 14 | 16 | 6  | 2 | 8 | 8  | 26 | -18 |
| 11.  | Defensores de Belgrano | 12 | 16 | 4  | 4 | 8 | 12 | 18 | -6  |
| 11.  | Sportivo Buenos Aires  | 12 | 16 | 4  | 4 | 8 | 20 | 19 | +1  |
| 11.  | Excursionistas         | 12 | 16 | 5  | 2 | 9 | 20 | 33 | -13 |
| 14.  | Argentino de Quilmes   | 11 | 16 | 4  | 3 | 9 | 16 | 17 | -1  |
| 14.  | Argentino de Banfield  | 11 | 16 | 3  | 5 | 8 | 21 | 28 | -7  |
| 16.  | Ferro Carril Oeste     | 10 | 16 | 2  | 6 | 8 | 23 | 25 | -2  |
| 16.  | Sportivo Barracas      | 10 | 16 | 3  | 4 | 9 | 13 | 17 | -4  |

20 partite non furono disputate, perché una squadra si ritirò e vennero assegnati quindi i punti all'altra squadra.

## Spareggi per la vittoria del gruppo "dispari"
| Arbitro: | Fernández |

|                       |           |                        |
| Kuko 20’ Evaristo 53’ | Marcatori | 15’ García 59’ Arrieta |

| Arbitro: | Fernández |

|                         |           |                        |
| Evaristo 30’ Muttis 71’ | Marcatori | 35’ García 51’ Foresto |

| Arbitro: | De Dominicis |

|                              |           |                  |
| Evaristo 4’ 69’ Moreyras 13’ | Marcatori | 72’ Carricaberry |

## Finale per il 3º e 4º posto
Lo spareggio per il 3º e 4º posto, fissato il giorno 9 febbraio 1930, tra il River Plate e il San Lorenzo non fu disputato perché il San Lorenzo si ritirò. Venne quindi assegnato il terzo posto al River Plate.

## Finale
| Arbitro: | Jurado |

| |            | |
| Di Gianno 30’ (aut.)                                                                                            | Marcatori  | 62’ 70’ Maleanni                                                                                              |
| Mena P Bidoglio D Strada D Amoia C Fleitas Solich C Pedemonte C Penella A Kuko A Evaristo A Cherro A Alberino A | Formazioni | P Scarpone D Di Gianno D Delovo C Ruscitti C Santillán C Belli A Curell A Varallo A Maleanni A Díaz A Morgada |

## Classifica marcatori
| Gol |  |  | Giocatore            | Squadra           |
| --- |  |  | -------------------- | ----------------- |
| 15  |  |  | Carlos Giúdice       | Colegiales        |
| 14  |  |  | Carlos Spadaro       | Lanús             |
| 13  |  |  | José Cortecci        | San Lorenzo       |
| 13  |  |  | Manuel Seoane        | Independiente     |
| 11  |  |  | Atilio Granara Costa | River Plate       |
| 11  |  |  | Ismael Morgada       | Gimnasia La Plata |
| 11  |  |  | Ángel Sobrino        | Vélez Sarsfield   |
| 10  |  |  | Mario Evaristo       | Boca Juniors      |
| 10  |  |  | Guillermo Stábile    | Huracán           |